# КК Црвена звезда сезона 1997/98.
Сезона 1997/98. КК Црвена звезда обухвата све резултате и остале информације везане за наступ Црвене звезде у сезони 1997/98. и то у првенству Југославије, националном купу а и у тада још увек међународном Купу Радивоја Кораћа.
Екипу са Малог Калемегдана, проглашену „Дрим тимом“ током такмичења задесили су бројни проблеми, а највеће су се догађале око тренерске клупе. Пет пута током сезоне црвено бели су морали да се прилагођавају промени првог стручњака. Екипу је у сезону увео Михаило Павићевић, кратко га заменио Ранко Жеравица, затим је из САД стигао Том Лудвиг а после њега и Владислав Лучић, човек који је препознао тим и довео Звезду пред праг успеха. Изненада, међутим, током финалне серије са ФМП Лучић добија отказ, а на његово место стиже поново Михајло Павићевић у тандему са Бориславом Џаковићем. Шок терапија је чини се успела јер црвено бели добијају два меча у Железнику са новом тренерском поставом и стижу до жељеног трофеја.

## Тим
| бр     | бр     | Позиција      | Име                 | Националност                  | Напомене |
| ------ | ------ | ------------- | ------------------- | ----------------------------- | -------- |
| 4      | 4      | плејмејкер    | Игор Перовић        | Савезна Република Југославија |          |
| 5      | 5      | плејмејкер    | Војкан Бенчић       | Савезна Република Југославија |          |
| 6      | 6      | бек           | Игор Ракочевић      | Савезна Република Југославија |          |
| 9      | 9      | центар        | Јово Станојевић     | Савезна Република Југославија |          |
| 10     | 10     | бек           | Златко Болић        | Савезна Република Југославија |          |
| 11     | 11     | крилни центар | Миленко Топић       | Савезна Република Југославија |          |
| 12     | 12     | бек           | Владимир Кузмановић | Савезна Република Југославија |          |
| 13     | 13     | крило         | Оливер Поповић      | Савезна Република Југославија |          |
| 14     | 14     | центар        | Дејан Мишковић      | Савезна Република Југославија |          |
| 15     | 15     | центар        | Жељко Топаловић     | Савезна Република Југославија |          |
| Тренер | Тренер | Тренер        | Ранко Жеравица      | Савезна Република Југославија |          |
| Тренер | Тренер | Тренер        | Том Лудвиг          | Сједињене Америчке Државе     |          |
| Тренер | Тренер | Тренер        | Владислав Лучић     | Савезна Република Југославија |          |
| Тренер | Тренер | Тренер        | Михаило Павићевић   | Савезна Република Југославија |          |

## Прва лига СР Југославије
|     | Тим              | Игр. | Поб. | Изг. | П+   | П-   | П+/- | Бод |
| --- | ---------------- | ---- | ---- | ---- | ---- | ---- | ---- | --- |
| 1.  | Партизан         | 26   | 24   | 2    | 2226 | 1850 |      | 50  |
| 2.  | Будућност        | 26   | 24   | 2    | 2128 | 1846 |      | 50  |
| 3.  | Црвена звезда    | 26   | 19   | 7    | 2168 | 1966 |      | 45  |
| 4.  | Ива Зорка        | 26   | 16   | 10   | 1951 | 1846 |      | 42  |
| 5.  | КК ФМП Железник  | 26   | 15   | 11   | 1944 | 1920 |      | 41  |
| 6.  | Ловћен           | 26   | 14   | 12   | 1739 | 1759 |      | 40  |
| 7.  | Беобанка         | 26   | 14   | 12   | 1777 | 1693 |      | 40  |
| 8.  | Раднички Београд | 26   | 13   | 13   | 1926 | 1938 |      | 39  |
| 9.  | Беопетрол        | 26   | 11   | 15   | 1992 | 1997 |      | 37  |
| 10. | Спартак          | 26   | 10   | 16   | 1964 | 1993 |      | 36  |
| 11. | ОКК Београд      | 26   | 10   | 16   | 2102 | 2263 |      | 35  |
| 12. | Боровица         | 26   | 6    | 20   | 1886 | 2109 |      | 32  |
| 13. | Војводина        | 26   | 5    | 21   | 1732 | 1897 |      | 31  |
| 14. | Морнар           | 26   | 1    | 25   | 1617 | 2075 |      | 26  |

Легенда:

### Финале
1. Црвена звезда - ФМП Железник 	63:56
2. Црвена звезда - ФМП Железник 	65:68
3. ФМП Железник - Црвена звезда 	63:67
4. ФМП Железник - Црвена звезда 	76:77

## СР Куп Југославије
У националном купу, те сезоне није направљен запаженији резултат. Након крагујевачке Заставе (98:60, 86:73) и новосадске Војводине (92:89), у четвртфиналу је боља била Будућност (80:82).

## Куп Радивоја Кораћа
Црвена звезда је у овој сезони дошла до самог финала тада још увек међународног купа Радивоја Кораћа. Изгубила је од екипе Меша из Вероне.

### Финале
- 1 утакмица (25.03.1998)

Меш Верона – Црвена звезда 68:74
Дворана у Верони. Гледалаца: 5290. Судије: Братаускас (Литванија) и Кукулекидис (Грчка).
Меш: Булара 5, Бони 7, Јуцолињо 27, Дала Векиа, Јеришов 2, Гнад 2, Браун 8, Кејс 17.
Црвена звезда: Бенчић 4, Ракочевић 17, Станојевић 7, Болић 18, Топић 9, Кузмановић 3, Поповић 14, Мишковић, Топаловић 2.
- 2 утакмица (01.04.1998)

Црвена звезда – Меш Верона 64:73
Хала Пионир. Гледалаца: 7000. Судије: Вировник (Израел) и Бетанкур (ФИБА).
Црвена звезда: Перовић, Бенчић 8, Ракочевић 5, Станојевић 6, Болић 2, Топић 17, Кузмановић 6, Поповић 14, Мишковић 6, Топаловић.
Меш Верона: Булара 12, Бони 9, Јуцолињо 18, Дала Векиа 13, Јеришов 2, Гнад 6, Браун 2, Кејс 11.